# Rame inox omnibus

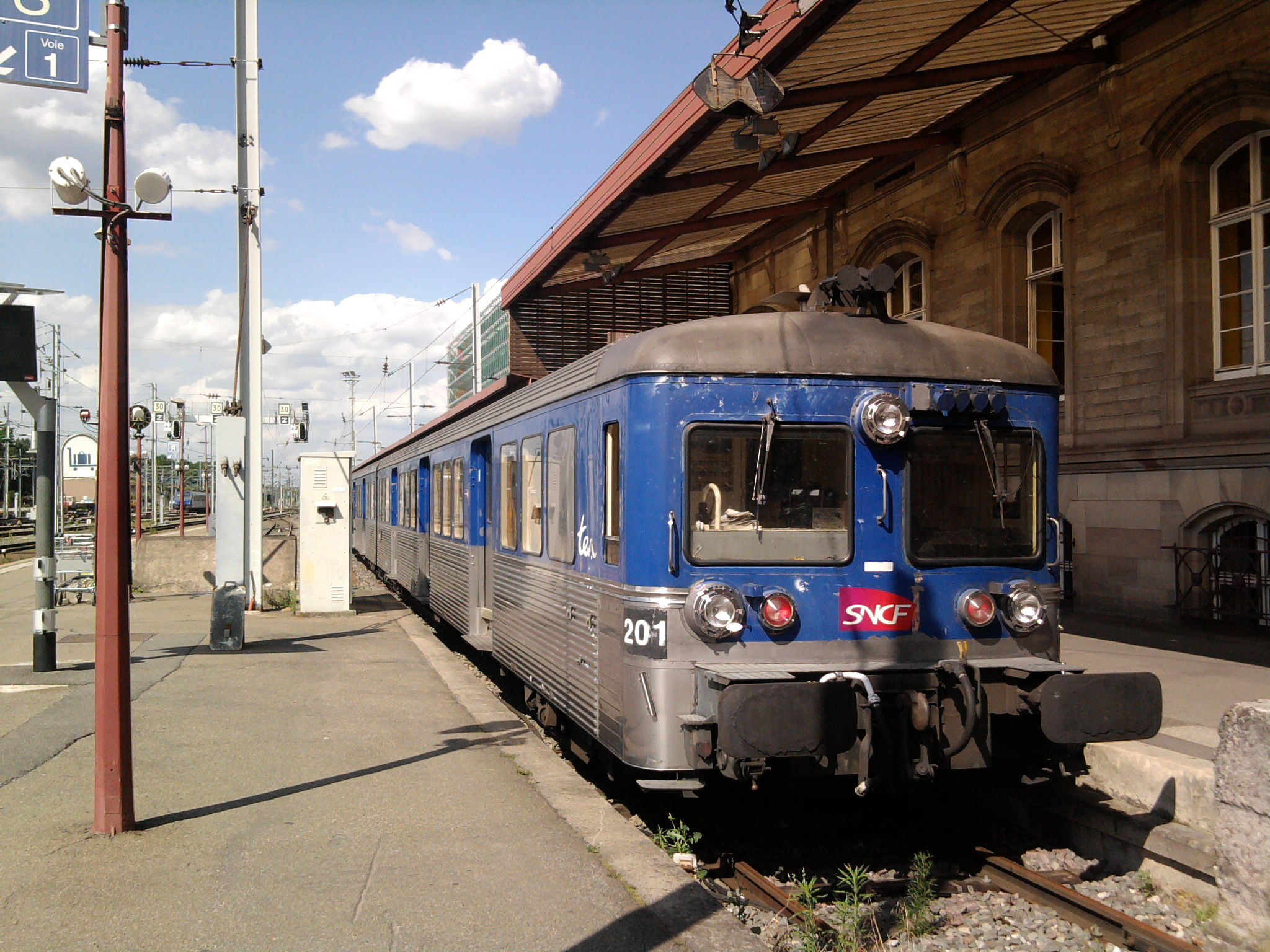
RIO 80 du TER Alsace

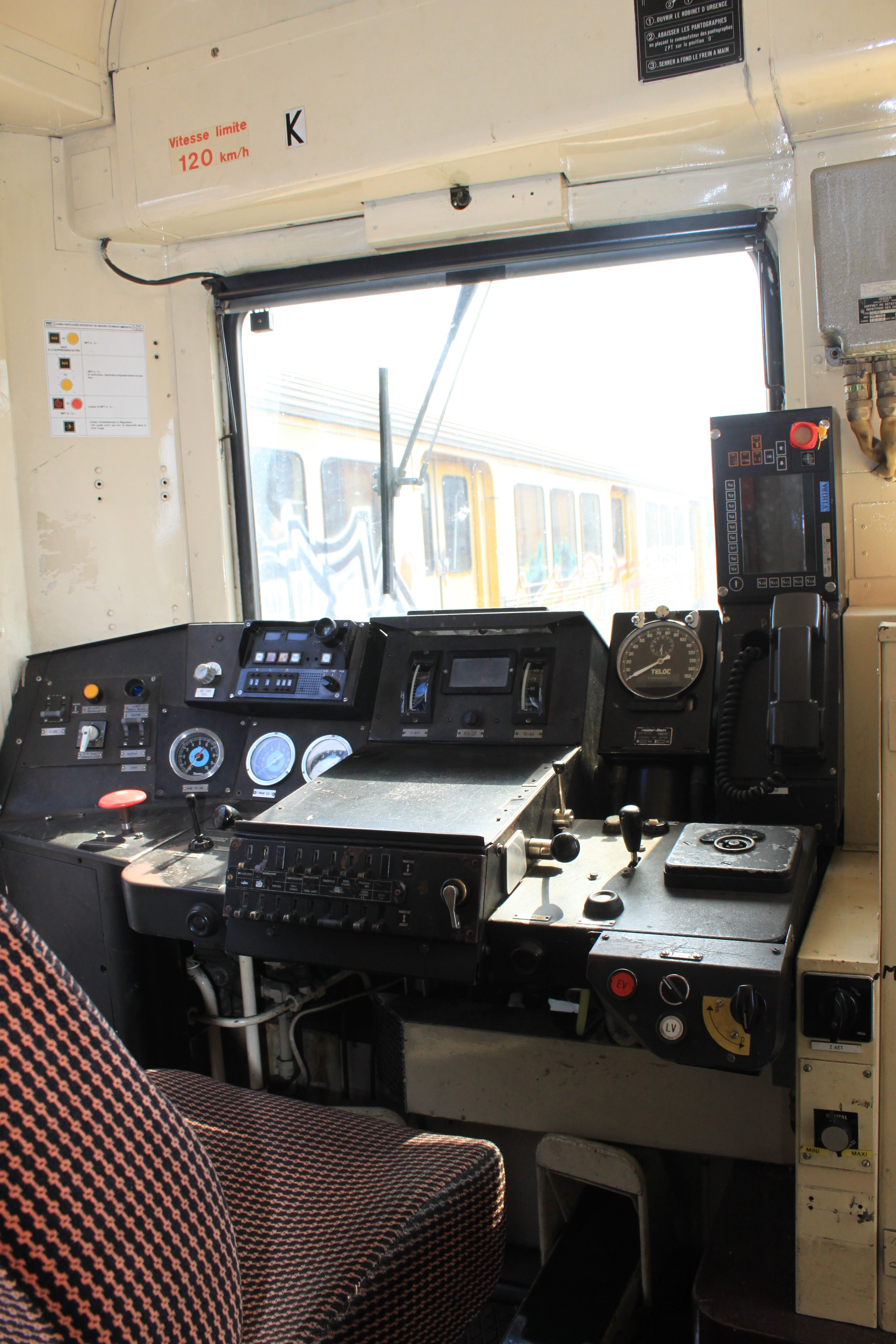
Cabine de conduite d'un RIO Métrolor.

Une rame inox omnibus (RIO) est une rame réversible en acier inoxydable destinée à la desserte omnibus de la périphérie des grandes agglomérations françaises. Plusieurs séries similaires ont été construites. Ce matériel est très semblable aux rames inox de banlieue (RIB) ; toutefois, celles d'avant 1976 ne sont pas équipées pour fonctionner avec des locomotives Diesel, contrairement aux RIO compatibles avec les deux modes (Diesel ou électriques bi-courant). À l'origine, les rames RIO avaient deux types d'aménagement intérieur : certaines rames disposaient de sièges identiques aux rames Z2 tandis que d'autres étaient dotées de sièges identiques aux Z 6400, avant leurs rénovations.

## RIO 77 Stélyrail
Les rames RIO 77 Stélyrail ont un aspect similaire aux RIB 76 (RIB signifie rame inox de banlieue). Elles furent conçues initialement pour la desserte de la liaison de Lyon à Saint-Étienne. Elles furent les premières RIO commandées par un établissement régional public, ancêtre des conseils régionaux. Elles arboraient d'origine un aspect extérieur similaire aux RIB 76, tout en inox avec des autocollants « stelyrail », vert, jaune et bleu. En 1988, elles furent repeintes en rouge. Après avoir été remplacées à leur tâche initiale par d'autres matériels, elles ont été revêtues de la livrée « bleu isabelle » du matériel TER puis ont circulé notamment entre Lyon et Bourg-en-Bresse. L'aspect du côté locomotive, hérité des RIB 60 Est, avec striage arrière en inox, s'arrêta aux RIO 77.

## RIO 78 TER Nord-Pas-de-Calais / RIO TER Picardie & Lorraine
Les rames RIO 78 furent commandées afin de moderniser les transports régionaux de la région Nord-Pas-de-Calais (NPC). La commande s'éleva à 195 caisses.
Les RIO 78 NPC furent commandées, à raison de 47 éléments uniquement monophasé, désignés E, arrivés dès 1978 et à raison de 20 éléments monophasé/Diesel, désignés M (pour système de fonctionnement mixte). Les principaux détails qui permettent de différencier les rames E des M, sont :
- les connectiques au niveau des traverses de tamponnement : sur les rames M, il y a des connectiques spéciales, pour le branchement du système « rever Diesel » ;
- le convertisseur statique : le compartiments à bagages de la remorque ZRABD des rames M est équipé d'un convertisseur statique (utilisé par toutes les autres tranches de RIO livrées aux autres régions), ce que ne possède pas les rames E, dans le compartiment à bagages, situé au même endroit. Les rames E, découlent directement des RIB 70, aussi bien au niveau du compartiment à bagages, que du système monophasé. Les RIB 70 servirent d'ailleurs de « volant » dans le Nord-Pas-de-Calais, pour la validation des futures RIO 78 NPC.

Un autre détail permet de différencier les rames E des rames M en regardant la face vitrée non ouvrable de la ZRABD et la fenêtre vitrée présente sur la droite de la porte d'entrée du compartiment à bagages : les rames M possèdent une persienne fermée dans l'embrasure de la fenêtre, qui sert à l'aération du convertisseur statique.
Quelques éléments ont été modernisés et circulent actuellement en Picardie, de Creil vers Amiens ou Busigny, ainsi qu'en Lorraine, pour le service Métrolor. Le nouvel aspect des RIO avec faces lisses côté locomotive, et deux petites fenêtres latérales avec joint de néoprène sur les côtés latéraux, démarra à partir de cette série de RIO. Néanmoins, les éléments E02 et E03 présentent des bizarreries de construction physique, au niveau du chaudron. La face côté locomotive n'est pas purement lisse, comme sur les autres éléments, mais comporte une structure inox du même type que les RIB 70. De même que sous les dernières fenêtres situées latéralement sur chaque côté de la face côté locomotive, la surface située en dessous de ces baies vitrées est structurée en inox à l'horizontal et non lisse comme sur tous les autres éléments. La probabilité d'une sous-série de chaudron est sûrement envisageable sur les cinq premiers éléments, mais cela reste à déterminer ultérieurement. L'élément E04 RIO 78 NPC, qui est devenu la rame 15 des rames RIO 78 Lorraine, présente ces surfaces striées côté locomotive, et dans les intercirculations, ainsi qu'au niveau de la fenêtre fixe de la cabine de conduite. Il y a bien 4 éléments dans cette sous-série particulière.

### DessertesLorraineou Métrolor
- Culmont - Chalindrey – Merrey – Contrexéville – Vittel[2]
- Metz-Ville – Hagondange – Thionville – Bettembourg – Luxembourg / Hagondange – Conflans - Jarny / Thionville – Apach / Bettembourg – Esch-sur-Alzette[2]
- Metz-Ville – Remilly – Béning – Forbach – Sarrebruck / Béning – Creutzwald[2]
- Metz-Ville – Sarrebourg[2]
- Metz-Ville – Nancy-Ville[2]
- Nancy-Ville – Blainville - Damelevières – Lunéville – Saint-Dié-des-Vosges / Lunéville – Sarrebourg – Sarralbe / Blainville - Damelevières – Epinal – Remiremont / Epinal – Bruyères[2]
- Nancy-Ville – Toul – Neufchâteau[2]
- Neufchâteau – Andelot[2]
- Neufchâteau – Gironcourt[2]

Les rames sont entretenues par l'Etablissement Public Régional de Metz

### DessertesNord-Pas-de-Calais
- Lille-Flandres – Calais-Ville – Boulogne-Ville
- Lille-Flandres – Saint-Pol-sur-Ternoise – Étaples - Le Touquet – Boulogne-Ville
- Lille-Flandres – Saint-Quentin – Tergnier – Laon – Reims

Les rames sont entretenues par l'Établissement Public Régional de Lille.

### DessertesPicardie
- Beauvais – Creil
- Beauvais – Abancourt – Eu – Le Tréport - Mers
- Amiens – Abbeville – Eu – Le Tréport - Mers
- Amiens – Chaulnes – Tergnier – Laon – Reims
- Amiens – Abbeville – Rue – Boulogne-Ville – Calais-Ville
- Amiens – Albert
- Amiens – Creil – Paris-Nord
- Amiens – Lille-Flandres
- Amiens – Saint-Quentin
- Amiens – Compiègne
- Amiens – Lille-Flandres
- Amiens – Rouen-Rive-Droite
- Laon – Vervins – Hirson

- Amiens – Abbeville – Rue

Les rames sont entretenues par l’Établissement Public Régional de Longueau

## RIO 79/80 SNCF

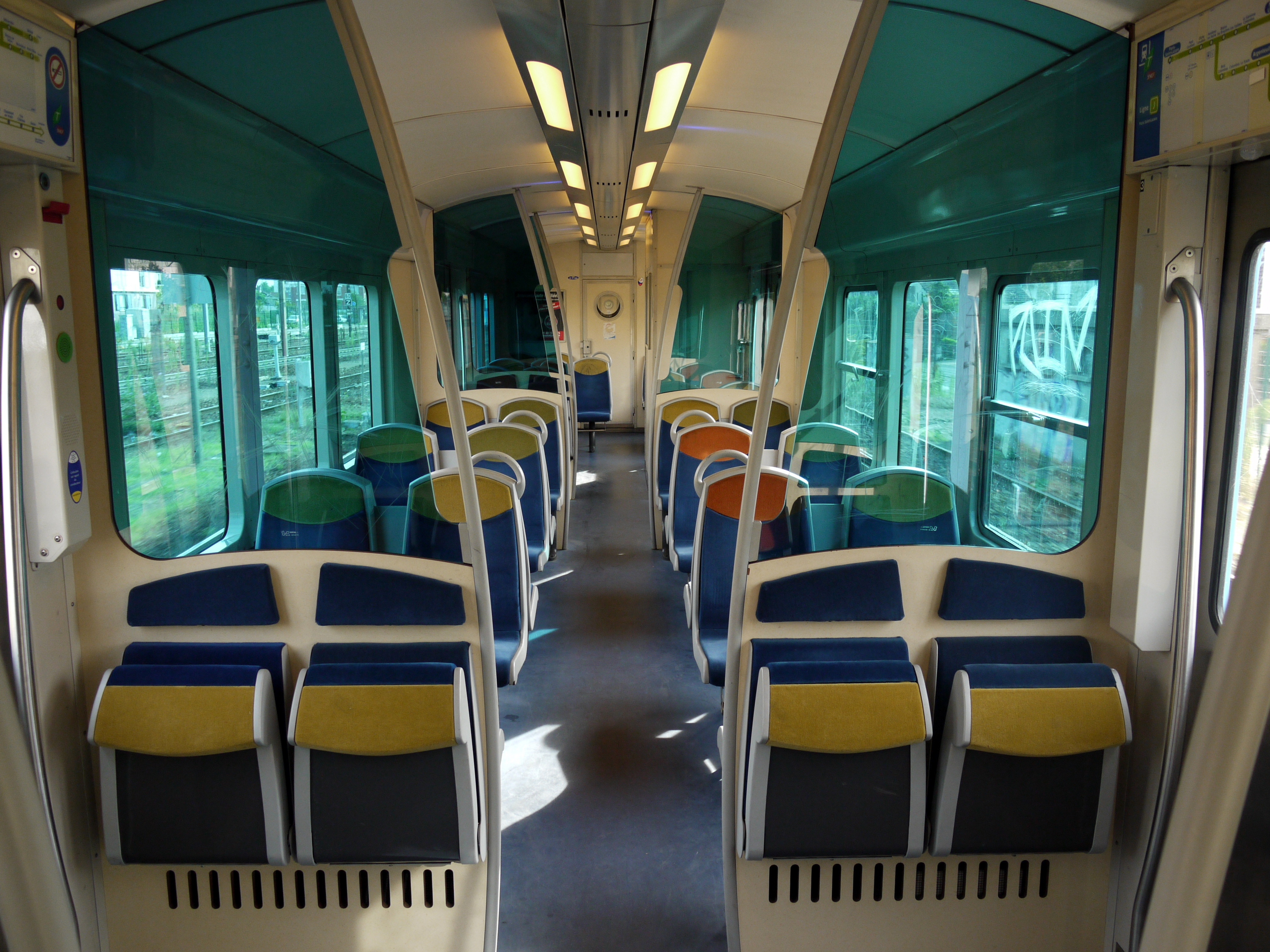
Intérieur d'une rame rénovée sur la ligne J Paris - Mantes par Conflans-Sainte-Honorine.

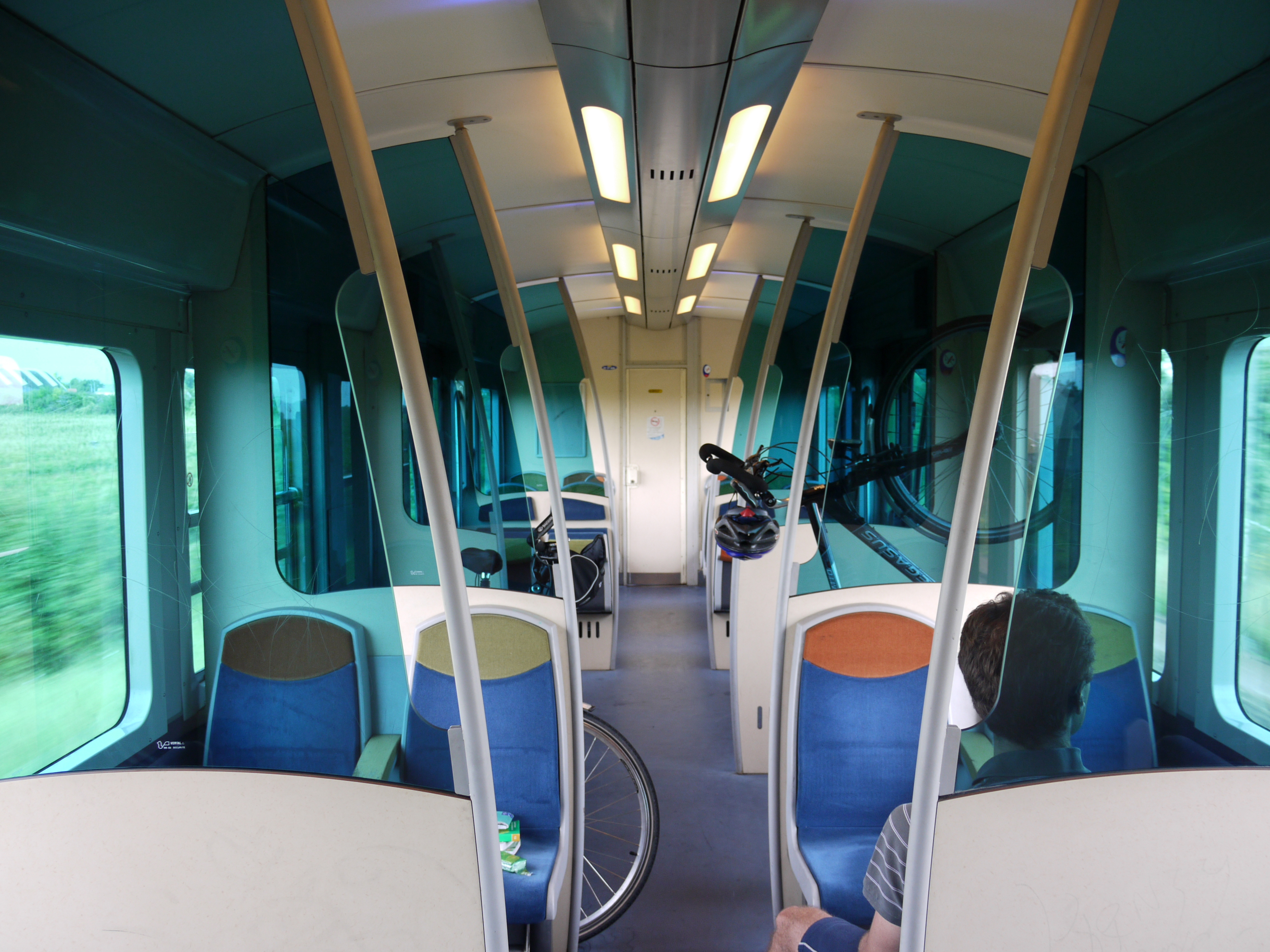
Même rame, avec deux porte-vélos installés.

Les rames RIO 79/80 SNCF sont les remorques en inox les plus récentes. Elles furent commandées par la SNCF. Elles ont été conçues particulièrement pour une utilisation en Île-de-France (desserte de la grande couronne). À ce titre, elles circulèrent sur les relations :
- Paris-Montparnasse – Dreux (voire jusqu'à l'Aigle et Argentan) jusqu'en 2003.
- Paris-Nord – Beauvais (voire jusqu'au Tréport) jusqu'en 2007.
- Paris-Est – Gretz-Armainvilliers – Longueville – Provins jusqu'en 2010.
- Paris-Nord – Crépy-en-Valois  jusqu'en 2016.
- Creil – Pontoise  jusqu'en 2016.
- Paris-Gare-de-Lyon – Laroche-Migennes en composition [motrice + 3 caisses + 4 caisses], en attendant la livraison des rames automotrices à deux niveaux de la série Z 5600 jusqu'en 1988.

Elles circulaient aux heures de pointe, revêtues de la livrée Transilien, sur la relation Paris-Est – La Ferté-Milon jusqu'au 12 juillet 2021.
Les rames affectées au sud-ouest (ateliers de « Paris-Atlantique » et « Montrouge ») avaient été transférées à la région de Paris-Est.
Des sièges types, identiques à ceux des rames composées de voitures omnibus à deux niveaux (VO 2N), équipaient ces rames à l'origine ; toutefois, les appuis-tête ont été retirés par la suite, du fait de l'assise jugée trop courte entre les places disposées de front.
Les rames de la série RIO 79 sont limitées en vitesse commerciale à 120 km/h ; celles de la série RIO 80 sont équipées de bogies de type « Y34 », comme les rames réversibles régionales (RRR), ce qui leur confère une vitesse maximale de 140 km/h, tractées comme poussées (à condition, dans ce cas, que la motrice attelée ait eu sa suspension revue et dispose d'amortisseurs anti-lacet). Quelques rames ont été radiées en 2003. Avec l'arrivée des Z 50000, un grand nombre de rames ont été radiées.
Depuis le 13 décembre 2015, elles ont disparu de la ligne J du Transilien.

### DessertesAlsaceou anciennement Métralsace[3]
- Saverne – Strasbourg-Ville – Sélestat (via Erstein)
- Strasbourg-Ville – Sélestat – Colmar (avec BB 16500 jusqu'en 2010)
- Strasbourg-Ville – Sarrebourg
- Strasbourg-Ville – Strasbourg-Roethig – Molsheim – Rothau – Saales – Saint-Dié-des-Vosges (avec BB 67400)
- Mulhouse-Ville – Colmar – Sélestat – Obernai – Molsheim – Strasbourg-Roethig – Strasbourg-Ville (avec BB 67400 sans parcours direct)
- Mulhouse-Ville – Bâle SNCF (avec BB 16500 jusqu'en 2010)
- Mulhouse-Ville – Belfort – Montbéliard (avec BB 16500 jusqu'en 2010)

Les rames sont entretenues par l'Établissement Public Régional de Strasbourg.

## RIO 82 PACA / RIO TER Centre
Les RIO 82 étaient à l'origine destinées à circuler sur les relations des chemins de fer de la région Provence-Alpes-Côte d'Azur (PACA). Commandées en 1982 et livrées jusqu'en 1986, elles sont toutes dotées de bogies de type « Y 34 » ce qui les rend apte à la circulation à 140 km/h sous certaines conditions. Leur aménagement intérieur présente une disposition à quatre places de front. Certaines ont été vendues à la région Centre afin d'assurer des dessertes omnibus au départ et à destination de Tours. Sur les vingt-deux rames restantes en région PACA, dix-sept sont modernisées de 2009 à 2012 et les cinq autres sont réformées (remplacées par les cinq RRR rénovées ex-Languedoc-Roussillon) au cours de la même période. Depuis 2014, les 17 rames rénovées restantes ont été progressivement remplacées par des Regio 2N et des Régiolis. Elles ont été définitivement retirées du service en décembre 2016. Les rames qui circulaient en région PACA avaient un aménagement intérieur particulier avec des sièges de type Z 6400 bleus, au lieu du jaune orangé, à l'instar du reste des rames RIO, choix qui avait pour but de donner à l'intérieur de la rame une ambiance « méditerranéenne » en harmonie avec le climat de la région.

### DessertesCentre
- Tours - Bléré-la-Croix (BB 67300)[2]
- Tours - Gare de Saint-Aignan - Noyers (BB 67300)[2]
- Tours - Vierzon (BB 67300, BB 67400)[2]
- Vierzon - Mehun-sur-Yèvres - Bourges (BB 67300, BB 67400)[2]

- Tours - Château-du-Loir (BB 67300)[4]
- Bourges - Nérondes (BB 67300)[2]
- Bourges - Nevers (BB 67300, BB 67400)[2]
- Bourges - Saint-Amand-Montrond - Montluçon - Ussel (BB 67300)[2]

Les rames sont entretenues par l’Établissement Public Régional de Tours Saint-Pierre-des-Corps

### DessertesPACAou anciennement Métrazur
- Axe régional de la ligne de Marseille-Saint-Charles à Vintimille (frontière)
- Marseille-Saint-Charles – Toulon – Hyères (avec renfort des BB 67400)
- Nice-Ville – Nice-Saint-Roch

## RIO 88
Les RIO 88 étaient à l'origine des RIB 60 qui ont été entièrement rénovées à partir de 1988.
La majeure partie des RIO 88, sont d'ex-RIB 60 Nord, mais quelques RIB 60 Est ont été reconditionnées en RIO 88 Basse-Normandie et Champagne-Ardenne. Toutes les RIO Champagne-Ardenne sont garées « bon état » et ne circulent plus. Extérieurement, leur face avant a été remplacée par un masque d'absorption des chocs similaire à celui des rames réversibles régionales (RRR), la face côté motrice restant la même, avec l'aspect d'une fausse face avant de cabine (contrairement d'ailleurs aux RIB 70 modernisées en RIO 90 Métrolor). Toutefois, les RIO 88 Basse-Normandie, provenant des anciennes RIB 60 Est, avaient le même arrière que les RIB 70, à l'exception de la traverse et du bas de caisse côté locomotive. La porte centrale de chaque caisse a été supprimée et remplacée par une unique fenêtre, ce qui contraste avec les encadrements des autres baies (disposition d'origine des RIB 60).
Destinées au trafic régional, leurs aménagements intérieurs sont inspirés des RRR.
Les RIO 88 circulent avec des BB 8500, BB 25500, BB 67300, BB 67400, BB 16500 et BB 66400. Elles arborent des livrées propres à leur région, tout comme les RRR.

### DessertesBasse-Normandie
- Axe régional sur la ligne de Paris à Granville, avec la gare de Dreux (BB 67300 et 67400 du dépôt de Caen[2])
- Ligne de Caen à Rennes, (sur la partie régionale de la ligne en ce qui concerne le parcours des BB 66400[2])
- Caen - Argentan - Alençon - Le Mans (BB 67300 du dépôt de Caen[2])
- Caen – Mézidon – Lisieux (BB 67400 du dépôt de Caen[2])
- Lisieux – Trouville - Deauville jusqu'à l’électrification de la ligne avec celle de Dives - Cabourg (BB 67400 du dépôt de Caen[2]), puis limitée à cette première desserte (BB 16500 du dépôt de la Villette[4]), ainsi que sur l'axe radial régional de la ligne de Mantes-la-Jolie à Cherbourg[2],[4]

Les rames sont entretenues par l’Établissement Public Régional de Caen jusqu’à sa fermeture en 1996

### DessertesChampagne-Ardenne
- Sedan - Charleville-Mézières
- Reims - Épernay
- Charleville-Mézières - Givet

Les rames sont en entretenues par l’Établissement Public Régional d’Épernay

### DessertesMidi-Pyrénées[5]
Avec BB 8500 / 9600 / 67400 :
- Toulouse-Matabiau – Montauban-Ville-Bourbon – Agen – Marmande – Bordeaux-Saint-Jean
- Toulouse-Matabiau – Muret
- Toulouse-Matabiau – Montréjeau - Gourdan-Polignan
- Toulouse-Matabiau – Tarbes – Pau
- Toulouse-Matabiau – Luchon jusqu'au 14 novembre 2014
- Toulouse-Matabiau – Castelnaudary – Carcassonne – Narbonne
- Toulouse-Matabiau – Montauban-Ville-Bourbon – Cahors – Brive-la-Gaillarde – Limoges-Bénédictins

- Toulouse-Matabiau – Castres – Labruguière – Mazamet
- Toulouse-Matabiau – Albi-Ville – Carmaux – Rodez
- Toulouse-Matabiau – Colomiers

Elles ont aussi assuré, jusqu'en 2002, des omnibus Toulouse-Matabiau – Pamiers – Foix – Ax-les-Thermes – Latour-de-Carol - Enveitg.
Les rames sont entretenues par l'Établissement Public Régional de Toulouse.

## RIO 90 Métrolor
Les RIO 90 Métrolor sont des RIB 70 modernisées pour circuler dans le cadre de la desserte cadencée « Métrolor » en Lorraine. Les deux extrémités ont été remplacées par des masques identiques à ceux des RRR et les 3 portes par caisse ont été conservées. Ces rames sont revêtues d'une livrée jaune. Elles ne circulent plus depuis fin 2008.
- Culmont - Chalindrey – Merrey – Contrexéville – Vittel[2]
- Metz-Ville – Hagondange – Thionville – Bettembourg – Luxembourg / Hagondange – Conflans - Jarny / Thionville – Apach / Bettembourg – Esch-sur-Alzette
- Metz-Ville – Remilly – Béning – Forbach – Sarrebruck / Béning – Creutzwald[2]
- Metz-Ville – Sarrebourg[2]
- Metz-Ville – Nancy-Ville[2]
- Nancy-Ville – Blainville - Damelevières – Lunéville – Saint-Dié-des-Vosges / Lunéville – Sarrebourg – Sarralbe / Blainville - Damelevières – Epinal – Remiremont / Epinal – Bruyères[2]
- Nancy-Ville – Toul – Neufchâteau[2]
- Neufchâteau – Andelot[2]
- Neufchâteau – Gironcourt[2]

## RIO 90 SPDC
Les RIO 90 SPDC sont des RIB 76 modernisées pour assurer la navette entre Tours et Saint-Pierre-des-Corps, associées aux BB 9641 et 9642. Elles arborent une livrée rappelant le style des TGV Atlantique et sont globalement similaires aux RIO 88, à la différence près que leurs fenêtres sont individuellement montées sur joints néoprène (disposition d'origine des RIB 70). La porte centrale de chaque caisse a été conservée.

## Effectif
Le conseil régional du Nord-Pas-de-Calais possédait, pour l'exploitation du TER Nord-Pas-de-Calais, 42 rames de type RIB ou RIO 78 (24 rames de type « 3E » et 18 rames de type « 3M » (rames 3E modernisées)). En 2010, à la suite de la mise en service des B 82500 et des Z 24500, le parc est réduit à cinq rames versées à la réserve et finalement radiées à l'occasion de la mise en vigueur des horaires 2012, le 18 décembre 2011. Certaines rames restent garées à Douai en attente de départ soit, pour la Roumanie, soit pour la ferraille en Lorraine.
En 2010, le Conseil régional de Picardie a mis fin à l'exploitation commerciale des rames RIO TER Picardie dès la mise en circulation du nouveau matériel B 82500. Les rames RIO, garées pendant quelques mois dans les anciens ateliers de Longueau, ont été vendues en partie à la Roumanie tandis qu'une autre partie (rames vandalisées) y sont en attente de décision.

## Modélisme
Des modèles réduits des rames RIO ont été proposés à l'échelle HO (1/87e) par la marque italienne Lima à partir de 1987 :
- RIO 78 TER Nord-Pas-de-Calais (réf. 149276) ;
- RIO 80 Métralsace (réf. 149726) ;
- RIO 82 TER PACA (réf. 149728 et 149819) ;
- RIO 77 Stélyrail (réf. 149832).